# 平常
| ウィキペディアには「平常」という見出しの百科事典記事はありません（タイトルに「平常」を含むページの一覧/「平常」で始まるページの一覧）。 代わりにウィクショナリーのページ「平常」が役に立つかもしれません。 |